# Reichsfachamt Turnen
Das (Reichs-)Fachamt Turnen (eigentlich Fachamt 1: Gerätturnen, Gymnastik und Sommerspiele) war seit 1934 die Nachfolgeorganisation der Deutschen Turnerschaft (DT) in der Zeit des Nationalsozialismus.

## Geschichte
Anlässlich der Deutschen Kampfspiele in Nürnberg wurde am 27. Juli 1934 die Neuordnung des gesamten Turn- und Sportwesens im Deutschen Reichsbund für Leibesübungen verkündet. Der Bereich Turnen bildete hierin das „Fachamt 1“. Die Deutsche Turnerschaft war damit faktisch aufgelöst, die formale Auflösung folgte zwei Jahre später auf Beschluss eines außerordentlichen Turntages in Berlin am 18. April 1936 mit Wirkung zum 30. September desselben Jahres.
Das Fachamt war zuständig für die Bereiche Gerätturnen, Gymnastik und Sommerspiele. Zu den Sommerspielen wurden die Turnspiele Schlagball, Faustball, Korbball, Schleuderball und Ringtennis gezählt.
Nach dem Ende des Dritten Reiches wurde der Reichsbund für Leibesübungen mit seinen angeschlossenen Fachämtern – wie alle Organisationen der NSDAP – mit Gesetz Nr. 5 der amerikanischen Militärregierung vom 31. Mai 1945 aufgelöst. Die in ihm aufgegangenen Organisationen gründeten sich in der Folgezeit neu.

## Führung
An der Spitze stand der Fachamtsleiter. Von 1934 bis 1941 war dies Carl Steding. Ihm folgte im September 1941 Martin Schneider nach, der den Posten bis 1945 innehatte.